# Caprella wirtzi
Caprella wirtzi is een vlokreeftensoort uit de familie van de Caprellidae. De wetenschappelijke naam van de soort is voor het eerst geldig gepubliceerd in 2005 door Krapp-Schickel & Takeuchi.